# اچ‌ام‌اس دیفندر (۱۸۰۹)
اچ‌ام‌اس دیفندر (۱۸۰۹) (به انگلیسی: HMS Defender (1809)) یک کشتی بود که طول آن ۶۵ فوت ۰ ۱⁄۲ اینچ (۱۹٫۸ متر) بود.